# Gavin Kerr
Pour les articles homonymes, voir Gavin et Kerr.
Pas d'image ? Cliquez ici

a Compétitions nationales et continentales officielles uniquement.

b Matchs officiels uniquement.
Dernière mise à jour le 4 septembre 2018.
Gavin Kerr, né le 3 avril 1977 à Newcastle (Angleterre) est un joueur de rugby à XV qui joue avec l'équipe d'Écosse entre 2003 et 2008, évoluant au poste de pilier (1,80 m et 103 kg).

## Biographie
Il a eu sa première cape internationale le 16 février 2003 contre l'équipe d'Irlande.
Kerr a participé à la coupe du monde 2003 (3 matchs joués) et la coupe du monde 2007 (5 matchs joués). 
Il joue avec le club de Leeds Carnegie en Coupe d'Europe et dans le Championnat d'Angleterre.

## Palmarès
- 50 sélections
- Sélections par années : 10 en 2003, 8 en 2004, 8 en 2005, 10 en 2006, 11 en 2007 et 3 en 2008
- Tournoi des Six Nations disputés: 2003, 2004, 2005, 2006, 2007, 2008